# Aspidolea clypeata
Aspidolea clypeata är en skalbaggsart som beskrevs av Hermann Burmeister 1847. Aspidolea clypeata ingår i släktet Aspidolea och familjen Dynastidae. Inga underarter finns listade.